# Inopeplus albonotatus
Inopeplus albonotatus là một loài bọ cánh cứng trong họ Salpingidae. Loài này được Motschulsky miêu tả khoa học năm 1859.